# Marko Petković
Marko Petković (en serbe en écriture cyrillique : Марко Петковић), est un footballeur international serbe né le 3 septembre 1992 à Sremska Mitrovica en Yougoslavie (auj. en Serbie). Il évolue au poste d'arrière droit au FK Radnički Niš.

## Biographie
Marko Petković participe au championnat d'Europe des moins de 19 ans 2011 avec la sélection serbe. Son équipe atteint le stade des demi-finales, en se faisant éliminer par la Tchéquie.
Son contrat avec le Spartak Moscou est résilié en janvier 2019.

## Palmarès
| Étoile rouge de Belgrade - Championnat de Serbie (2) : - Champion : 2013-14 et 2015-16. |  | Spartak Moscou - Coupe de Russie (1) : - Vainqueur : 2017-18. |